# Ens (Philosophie)
Das Ens (lateinisch ens [seiend], Partizip Präsens von lateinisch esse [sein]; Plural entia) ist ein Begriff der Philosophie, insbesondere der Scholastik. 
Der Begriff wird in verschiedenen Zusammenhängen verwendet; die Wortbedeutung variiert entsprechend: 
- Ens reale: „das wirkliche (vom Bewusstsein unabhängige) Ding, das reale Sein, das wirkliche Wesen“[1]
- Ens rationis: „das (nur) gedachte Ding, das Gedankending“[1]
- Ens rationis cum fundamento in re: „das in der Sache begründete Gedankending“
- Ens realissimum: „das allerwirklichste Sein = Gott“[1]
- Ens a se: „das Durchsichselbstseiende“; siehe Aseität.
- Ens perfectissimum: Zur Bezeichnung Gottes bei Descartes

Der Gegensatz Nichts bzw. Nicht-Seiendes (lateinisch Non ens) wird auch als „Unding“ bezeichnet.